# The Ocean Of The Sky
The Ocean Of The Sky  es el cuarto EP de la banda estadounidense The Used, lanzado el 9 de julio de 2013 con el sello Hopeless Records. Ya está disponible para descarga digital y en CD, y la versión en vinilo será lanzada en septiembre de 2013. El EP alcanzó el #20 en la Billboard Alternative Albums Chart. y el #108 en la Billboard 200

## Listado de canciones
| Título                 | Duración |
| ---------------------- | -------- |
| 1 Iddy biddy           | 3:21     |
| 2 Quixotica            | 3:37     |
| 3 Thought Criminal     | 4:46     |
| 4 The Ocean Of the Sky | 8:15     |
| 5 Tethys               | 20:28    |
| Duración Total         | 40:29    |